# میگل کومینگز
میگل کومینگز (انگلیسی: Miguel Comminges؛ زادهٔ ۱۶ مارس ۱۹۸۲) بازیکن فوتبال اهل فرانسه است.
از باشگاه‌هایی که در آن بازی کرده‌است می‌توان به باشگاه فوتبال استیونج، باشگاه فوتبال کلرادو رپیدز، باشگاه فوتبال استاد رنس، باشگاه فوتبال سوئیندون تاون، باشگاه فوتبال کاردیف سیتی، باشگاه فوتبال ساوتند یونایتد، باشگاه ورزشی آمیان، و باشگاه فوتبال کارلایل یونایتد اشاره کرد.
وی همچنین در تیم ملی فوتبال جزیره گوادلوپ بازی کرده‌است.